# A9 (Italië)
De autostrada A9 is een Italiaanse autosnelweg die samen met de A8 deel uitmaakt van de Autostrada dei Laghi. De snelweg verbindt Milaan met de Zwitserse grens bij het plaatsje Como en is belangrijk voor verkeer dat naar de Gotthardtunnel wil. De tol voor deze snelweg bedraagt €3,10 (hele traject).